# Rose Tower
De Rose Tower, ook de Rose Rayhaan by Rotana genoemd en voorheen bekend als de Rose Rotana Tower, is een wolkenkrabber aan Sheikh Zayed Road in Dubai, VAE. De bouw begon in 2004 en werd in 2007 voltooid. In december 2009 werd het gebouw geopend.

## Ontwerp
De Rose Tower is 333 meter hoog, tot de hoogste verdieping gemeten is dat 258 meter. Hiermee is het het hoogste hotel ter wereld. Het gebouw telt 72 bovengrondse en 1 ondergrondse verdieping. De 11 liften hebben een topsnelheid van 5 m/s. Het gebouw staat op een stuk grond van 929 vierkante meter en heeft een oppervlakte van 62.000 vierkante meter. Het hotel bevat 482 kamers en suites en biedt ruimte aan 8 vergaderruimtes en een zakencentrum.